# HD 3200
HD3200 є хімічно пекулярною зорею
спектрального класу
B9 й має видиму зоряну величину в
смузі V приблизно  7.7.
.

## Пекулярний хімічний вміст
Зоряна атмосфера HD3200 має підвищений вміст Si.